# Seznam prezidentů Somalilandu
Od svého vzniku v roce 1991 měl Somaliland 4 prezidenty. Prezident zde zastává nejen post prezidentský, ale stojí i v čele vlády.

## Prezidenti Somalilandu (1991 - současnost)
| Jméno                      | Začátek funkčního období | Konec období    | Politická strana                                                               |
| -------------------------- | ------------------------ | --------------- | ------------------------------------------------------------------------------ |
| Abdirahman Ahmed Ali Tuur  | 28. květen 1991          | 16. květen 1993 | Somali National Movement                                                       |
| Muhammad Haji Ibrahim Egal | 16. květen 1993          | 3. květen 2002  | Somali National Movement (do 2001), United Peoples' Democratic Party (od 2001) |
| Daahir Riyaale Kaahin      | 3. květen 2002           | 26. červen 2010 | United Peoples' Democratic Party                                               |
| Ahmed M. Mahamoud Silanyo  | 26. červen 2010          | 2017            | Peace, Unity, and Development Party                                            |
| Muse Bihi Abdi             | 2017                     | Současnost      | Peace, Unity, and Development Party                                            |